# Tony Levin
Anthony Frederick "Tony" Levin (6 juni 1946 i Boston Massachusetts) er en amerikansk bassist.
Levin som både spiller elbas og kontrabas, og sin egen specielt designede Chapman stickbas, er nok mest kendt for sit virke i Peter Gabriels gruppe og med fusions gruppen King Crimson.
Han har spillet og indspillet med  musikere i alle genrer såsom Buddy Rich, John Lennon, Cher, Alice Cooper, Tom Waits, Pink Floyd, Lou Reed, Yes, Bill Bruford, Terry Bozzio, Allan Holdsworth, Steps Ahead, Paul Simon, Gary Burton, Steve Gadd og Carly Simon.

## Diskografi

### Solo LP
- World Diary
- Waters of Eden
- Pieces of the Sun
- Double Expresso
- Resonator
- Stick Man
- Soup
- Absalom